# Доње Село (Горажде)
Доње Село је насељено мјесто у граду Горажду, Босна и Херцеговина.

## Становништво
|         | 2013.       | 1991.       | 1981.       | 1971.       |
| Укупно  | 10 (100,0%) | 65 (100,0%) | 63 (100,0%) | 70 (100,0%) |
| Срби    | 10 (100,0%) | 57 (87,69%) | 56 (88,89%) | 63 (90,00%) |
| Бошњаци | –           | 7 (10,77%)1 | 7 (11,11%)1 | 7 (10,00%)1 |
| Остали  | –           | 1 (1,538%)  | –           | –           |

1. 1 На пописима од 1971. до 1991. Бошњаци су пописивани углавном као Муслимани.